# À l'étendard

À l’Étendard, également connu sous les titres de Cantate à l'étendard ou d'Hymne à l'étendard ou encore L’Étendard. Chant populaire, est un cantique choral, avec accompagnement de musique d'harmonie, conçu « en l'honneur de Jeanne d'Arc » et composé en 1899 par l'abbé Marcel Laurent, pour un chœur à quatre voix, sur des vers (octo- et décasyllabiques) du chanoine Gustave Vié. Sur la première page de la partition autographe, établie pour le 7 mai 1899, le titre donné est : L'Etendard de Jeanne d'Arc. Il est assorti d'une précision, peut-être notée dans un second et un troisième temps : Allegro triomphal avec Chœur (ces deux derniers mots semblent n'avoir été ajoutés qu'en troisième lieu, l'intervention du chœur étant précédée d'un épisode introductif à l'orchestre, qui occupe seul les deux premières pages). Musicalement, son caractère militaire est très prononcé.
Depuis 1899, À l'Etendard est chanté chaque année, à Orléans, au soir du 7 mai, au cours d'une des premières cérémonies des Fêtes johanniques annuelles (il est entonné à l'instant où le maire de la ville remet la bannière de Jeanne à l'évêque du diocèse). L'hymne acquit rapidement un rayonnement national et même international, qui lui valut d'être considéré comme « une sorte de Marseillaise johannique », selon le mot de René Berthelot, directeur du Conservatoire d'Orléans de 1936 à 1972.
Selon l'organiste Édouard Mignan, qui fut son élève, enfant, dans le chœur de la maîtrise, le compositeur, Marcel-Etienne Laurent, maître de chapelle de la cathédrale d'Orléans, était un excellent organisateur. Mais Laurent reconnaissait lui-même que sa science de la musique était insuffisante, sa formation ayant été incomplète. En 1980, un chanoine de la cathédrale, Mgr Brun, écrira « qu'il était assez musicien pour savoir qu'il ne l'était pas assez ». En 1899, Laurent soumit d'abord la partition à une sorte de « comité de lecture » improvisé, où figurait son plus brillant élève, Édouard Mignan, alors âgé de 15 ans. Laurent lui avait confié la mission d'accompagner la maîtrise de Sainte-Croix, au piano et à l'orgue (Mignan devint plus tard organiste titulaire de l'église de la Madeleine, à Paris). Ce jour-là, le jeune homme aida le compositeur à corriger plusieurs enchaînements d'accords. Par la suite, on demanda à un chef de musique militaire d'orchestrer cette « Cantate » dans laquelle peut aussi intervenir le quatuor à cordes.
Le 7 mai 1899, les « chorales de la ville », le grand séminaire et la maîtrise unirent leurs voix. L'hymne, exalté, connut un succès qui s'étendit bien au-delà d'Orléans (le pape l'entendit dès septembre). À une époque maintenant ancienne, il fut même proposé pour devenir l'hymne national de la France.
Il a été enregistré à Domrémy en 1979, à l'occasion du 555e anniversaire de la chevauchée de Jeanne d'Arc, par Geneviève Haas, titulaire des grandes orgues de la basilique, et le trompettiste Paul-Henri Claudel. Le disque 33 tours s'appelait : La Chevauchée de Jeanne.

## Paroles
| 1. | Sonnez fanfares triomphales, Tonnez canons, battez tambours ! Et vous, cloches des cathédrales, Ébranlez-vous comme au grand jour ! En ce moment la France toute entière Est debout avec ses enfants Pour saluer, comme nous, la bannière De la Pucelle d'Orléans !                           | 2. | Salut à la blanche bannière Salut, salut aux noms bénis Du Christ et de Sa Sainte Mère Inscrits par Jehanne dans ses plis Par eux, jadis, elle sauva la France Aimons-les donc comme autrefois Et de nouveau consacrons l'alliance De notre épée avec la Croix !                                |
| \| R. \| Étendard de la délivrance, À la victoire il mena nos aïeux, À leurs enfants il prêche l'Espérance, Fils de ces preux, chantons comme eux, Chantons comme eux, Vive Jehanne, Vive la France ! \| | |    | |
| 3. | Quels noms fameux tu nous rappelles, Drapeau sacré, toujours vainqueur ! Patay, Beaugency, les Tourelles, Et Reims où tu fus à l'honneur ! À ton aspect, que la France reprenne Sa vieille foi et sa vieille ardeur, En t'acclamant que ton peuple devienne, Plus généreux, plus rédempteur ! | 4. | Planant au-dessus de nos têtes, Les grands français de tous les temps Réclament leur part de nos fêtes En s'unissant à leurs enfants ! Les anciens francs, les preux du Moyen Âge, Et les braves des temps nouveaux À Jehanne d'Arc rendent le même hommage, Et lui présentent leurs drapeaux ! |
| R. | Étendard de la délivrance, À la victoire il mena nos aïeux, À leurs enfants il prêche l'Espérance, Fils de ces preux, chantons comme eux, Chantons comme eux, Vive Jehanne, Vive la France !                                                                                                  |    | |